# Kia Soul EV

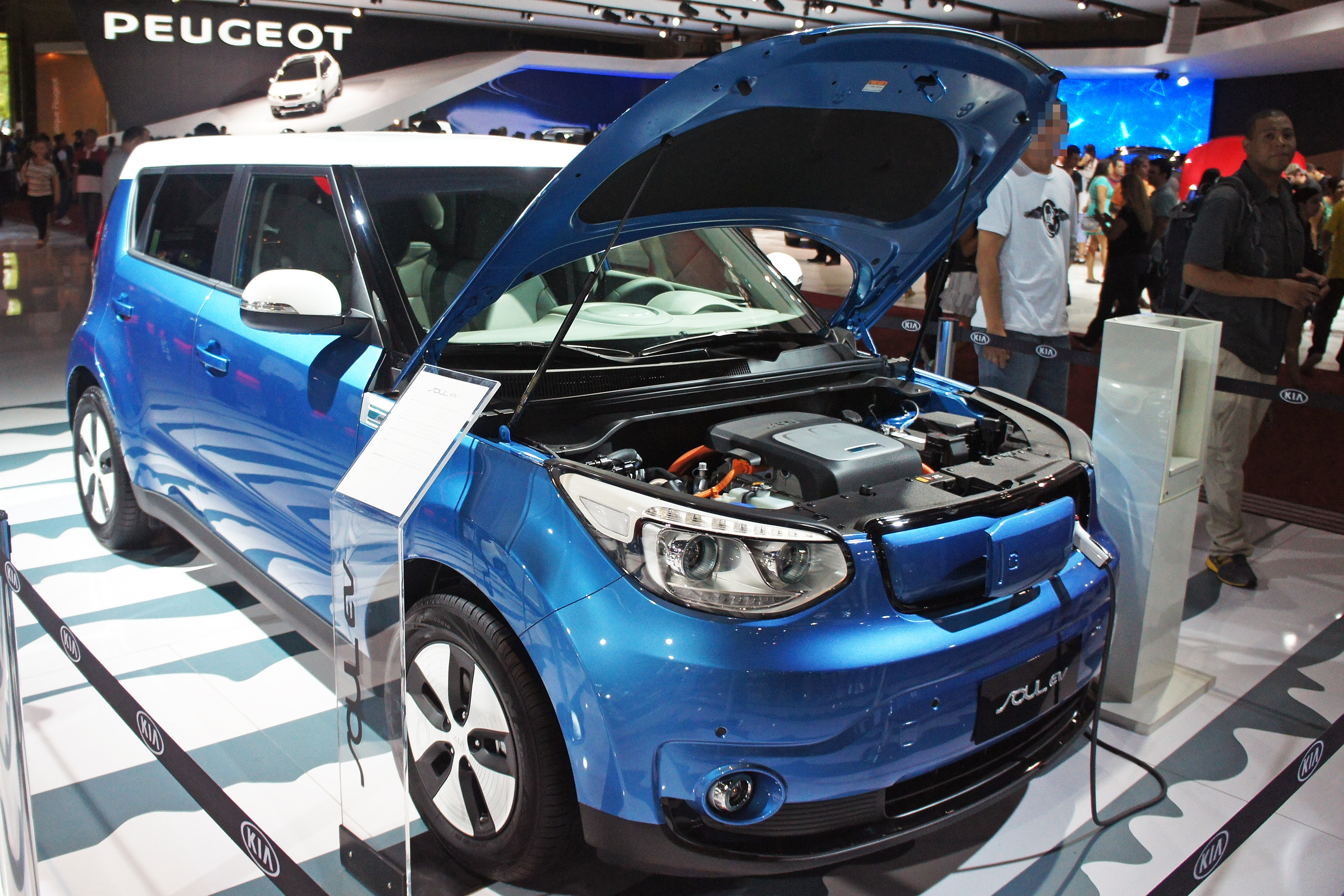
Kia Soul EV

De Kia Soul EV is de elektrisch aangedreven versie van de standaard Kia Soul van het Koreaanse automerk Kia. De actieradius (de afstand die kan worden afgelegd zonder opladen) bedraagt 212 kilometer, in 2019 kwam er echter een nieuwe versie op de markt met krachtiger batterijen.
De Kia Soul EV is voorzien van een lithium-ion-polymeer-accu van 27 kWh die zich onder de vloerplaat bevindt en een motor van 81,4 kW (110 pk) / 285 Nm.